# South Dos Palos
South Dos Palos est une census-designated place du comté de Merced, dans l'État de Californie, aux États-Unis,. En 2020, elle compte une population de 1 747 habitants.